# Drăghia
Drăghia – wieś w Rumunii, w okręgu Marmarosz, w gminie Coroieni. W 2011 roku liczyła 195 mieszkańców.